# Ambrogio de Predis

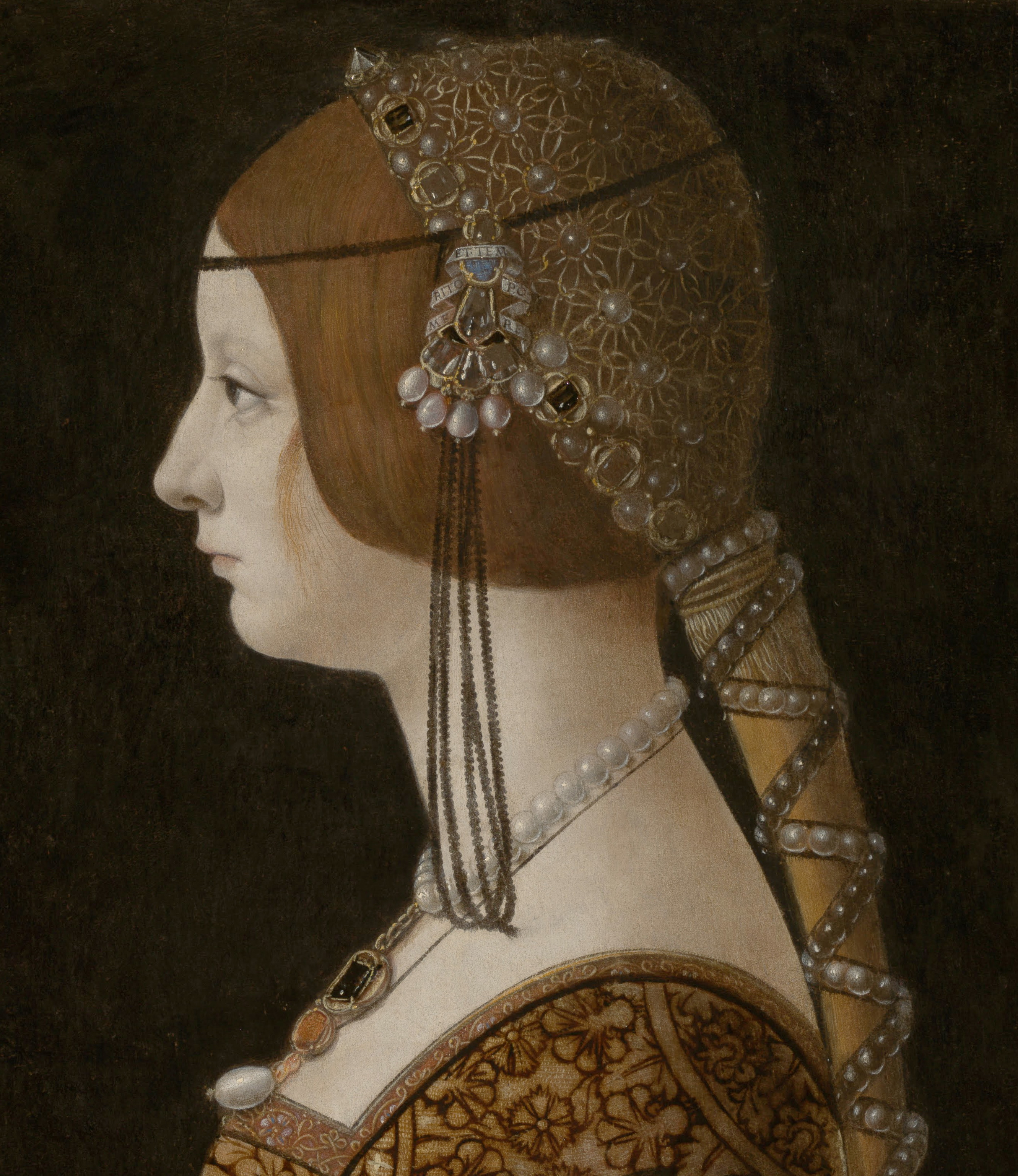
Retrat de Blanca Maria Sforza, h. 1493

Giovanni Ambrogio de Predis (h. 1455 - h. 1508) fou un pintor renaixentista italià de Milà, conegut per haver col·laborat amb Leonardo da Vinci, i amb el seu propi germà Evangelista, al retaule de La Mare de Déu de les roques per a la Germandat de la Concepció. Nascut a Preda, avui una localitat del municipi de Bergün, districte d'Albula, Cantó dels Grisons, Suïssa. Va guanyar reputació com a retratista, incloent miniatures, per a la cort de Ludovico Sforza.
Abans que l'emperador Maximilià I del Sacre Imperi Romanogermànic accedís a casar-se amb Blanca Maria Sforza, neboda de Ludovico Sforza, va demanar un retrat (pintat per Predis) per fer-se una idea de la seva aparença. Després de les seves noces, Predis la va seguir a Innsbruck el 1493. Després d'un any va retornar a Milà, on va dissenyar monedes per a la ceca, va dissenyar i va supervisar obres de tapisseria, i va preparar escenaris. El 1502 va produir la seva única obra signada i datada, un retrat de l'emperador Maximilià.
Gran part de la producció artística de Predis segueix en disputa. Els germans van afirmar que van ser ells els qui van pintar els plafons laterals de La Mare de Déu de les roques, avui a la National Gallery de Londres, durant el litigi sobre el retaule, i això és acceptat pels historiadors de l'art.